# Eva Maria Schönfeld
Eva Maria Schönfeld (* 13. Juni 1944 in Werdau) ist eine deutsche Politikerin der CDU. Sie war von 1994 bis 2004 Abgeordnete des Sächsischen Landtags.

## Leben
Schönfeld absolvierte nach der Schullaufbahn eine Lehre zur Herrenmaßschneiderin. Danach war sie 1969 und 1970 als Gemeindehelferin im kirchlichen Bereich tätig. Zwischen 1990 und 1994 war sie Sachbearbeiterin in der Stadtverwaltung von Schwarzenberg. Sie ist Vorsitzende des Trägervereins der Jenaplanschule Markersbach.

## Politik
Schönfeld ist seit 1990 Mitglied der CDU. Sie war ab 1990 Mitglied im Kreisvorstand der CDU und von 1994 bis 2001 Ortsvorsitzende in Schwarzenberg. Sie war zudem von 1990 bis 1994 Abgeordnete im Kreistag von Schwarzenberg. Schönfeld gehörte zwischen 1994 und 2004 dem Sächsischen Landtag an. Als Direktkandidatin der CDU konnte sie sich im Wahlkreis 6 - Westerzgebirge 2 bei den Landtagswahlen 1994 und 1999 jeweils gegen Gudrun Klein (SPD) durchsetzen. Sie war in der dritten Wahlperiode stellvertretende Vorsitzende im Ausschuss für Landwirtschaft, Ernährung und Forsten. Im Jahr 2004 trat sie nicht mehr zur Wahl an und zog sich aus der Politik zurück.